# NGC 5737
NGC 5737 (другие обозначения — UGC 9488, MCG 3-37-39, ZWG 105.7, PGC 52582) — спиральная галактика с перемычкой (SBb) в созвездии Волопас.
Этот объект входит в число перечисленных в оригинальной редакции «Нового общего каталога».